# Polly Bergen
Polly Bergen (n. Nellie Paulina Burgin, n. 14 iulie 1930, Knoxville, Tennessee, SUA – d. 20 septembrie 2014, Southbury⁠(d), Connecticut, SUA) a fost o actriță americană, cântăreață, gazdă de televiziune, antreprenor și scriitoare. A câștigat premiul Emmy în 1958 pentru rolul titular din The Helen Morgan Story (regia Michael Curtiz). 

## Filmografie

### Film
| An   | Titlu                                    | Rol                                    | Note                                                                     |
| ---- | ---------------------------------------- | -------------------------------------- | ------------------------------------------------------------------------ |
| 1949 | Champion                                 | Singer                                 | nemenționată                                                             |
| 1949 | Across the Rio Grande                    | Singer                                 | (ca Polly Burgin)                                                        |
| 1950 | The Men                                  | Singer                                 | nemenționată                                                             |
| 1950 | At War with the Army                     | Helen Palmer                           | Comedie cu Martin & Lewis                                                |
| 1951 | That's My Boy                            | Betty 'Babs' Hunter                    | Comedie cu Martin & Lewis                                                |
| 1951 | Warpath                                  | Molly Quade                            |                                                                          |
| 1952 | The Stooge                               | Mary Turner                            | Comedie cu Martin & Lewis                                                |
| 1953 | Cry of the Hunted                        | Janet Tunner                           |                                                                          |
| 1953 | Half a Hero                              | Rolul ei, gazdă                        |                                                                          |
| 1953 | Fast Company                             | Carol Maldon                           |                                                                          |
| 1953 | Arena                                    | Ruth Danvers                           |                                                                          |
| 1953 | Escape from Fort Bravo                   | Alice Owens                            |                                                                          |
| 1954 | The Blue Angel                           | Rolul ei, gazdă                        |                                                                          |
| 1962 | Cape Fear                                | Peggy Bowden                           |                                                                          |
| 1963 | The Caretakers                           | Lorna Melford                          | Nominalizare — Premiul Globul de Aur pentru cea mai bună actriță (dramă) |
| 1963 | Move Over, Darling                       | Bianca Steele                          | Comedie cu Doris Day - James Garner                                      |
| 1964 | Kisses for My President                  | U.S. President Leslie Harrison McCloud |                                                                          |
| 1967 | A Guide for the Married Man              | Technical Adviser (Clara Brown)        |                                                                          |
| 1984 | Velvet                                   | Mrs. Vance                             |                                                                          |
| 1987 | Making Mr. Right                         | Estelle Stone                          |                                                                          |
| 1989 | Mother, Mother                           | Barbara Cutler                         | scurtemtraj                                                              |
| 1990 | Cry-Baby                                 | Mrs. Vernon-Williams                   | comedie regizată de John Waters                                          |
| 1995 | Dr. Jekyll and Ms. Hyde                  | Mrs. Unterveldt                        |                                                                          |
| 1995 | Once Upon a Time... When We Were Colored | Miss Maybry                            |                                                                          |
| 2005 | Paradise, Texas                          | Beverly Cameron                        |                                                                          |
| 2006 | A Very Serious Person                    | Mrs. A                                 |                                                                          |
| 2012 | Struck by Lightning                      | Grandma                                |                                                                          |

### Televiziune
| An      | Titlu                       | Rol                        | Note |
| ------- | --------------------------- | -------------------------- | --- |
| 1954–55 | The Pepsi-Cola Playhouse    | Rolul ei; gazdă            | |
| 1956–61 | To Tell the Truth           | Rolul ei                   | 165 de episoade |
| 1957    | Playhouse 90                | Helen Morgan               | "The Helen Morgan Story" (episodul 33) Primetime Emmy Award for Outstanding Lead Actress in a Miniseries or a Movie                                                                  |
| 1957–58 | The Polly Bergen Show       | Rolul ei                   | 18 episoade |
| 1960    | The George Burns Show       | Rolul ei                   | Gazdă |
| 1961    | Alfred Hitchcock Presents   | Crystal Coe                | Episodul: "You Can't Trust a Man" |
| 1961    | Wagon Train                 | Kitty Allbright            | Episodul: "The Kitty Allbright Story" |
| 1962    | What's My Line              | Rolul ei                   | Episodul: "January 28, 1962 |
| 1962    | Belle Sommers               | Belle Sommers              | Film TV |
| 1967    | The Red Skelton Show        | Myrtle (Bolivar's Fiancee) | Season 17, Episode 12, "Red's Relatives" |
| 1973    | Thriller                    | Suzy Hunter                | Season 1, Episode 4 “An Echo of Theresa” |
| 1974    | Death Cruise                | Sylvia Carter              | Film TV |
| 1975    | Murder on Flight 502        | Mona Briarly               | Film TV |
| 1977    | 79 Park Avenue              | Vera Keppler               | Film TV |
| 1977    | Telethon                    | Dorothy Goodwin            | Film TV |
| 1978    | How to Pick Up Girls!       | Dana Greenberg             | Film TV |
| 1981    | The Million Dollar Face     | Jo Burns                   | Film TV |
| 1982    | Born Beautiful              | Marion Carmody             | Film TV |
| 1982    | The Love Boat               | Dana Pierce                | 3 episoade |
| 1983    | The Winds of War            | Rhoda Henry                | Miniserie (6 episoade) Nominalizare – Primetime Emmy Award for Outstanding Supporting Actress in a Miniseries or a Movie                                                             |
| 1984    | Fantasy Island              | Esther Brandell            | Episodul: "Lady of the House/Mrs. Brandell's Favorites" |
| 1985    | Hotel                       | Elizabeth Hastings         | Episodul: "Images" |
| 1985    | Murder, She Wrote           | Dr. Jocelyn Laird          | Episodul: "School for Scandal" |
| 1988    | Addicted to His Love        | Vivien Langford            | Film TV |
| 1988    | She Was Marked for Murder   | Laura Lee Webster          | Film TV |
| 1988–89 | War and Remembrance         | Rhoda Henry                | Miniserie (6 episoade) Nominalizare – Primetime Emmy Award for Outstanding Supporting Actress in a Miniseries or a Movie                                                             |
| 1988    | My Two Dads                 | Evelyn Taylor              | Episodul: "Joey's Mother-in-Law" |
| 1989    | Jake and the Fatman         | Emma Julian                | Episodul: "By Myself" |
| 1989    | The Haunting of Sarah Hardy | Emily Stepford             | Film TV |
| 1989    | My Brother's Wife           | Myra Gilbert               | Film TV |
| 1990    | Steel Magnolias             | Clairee Belcher            | Episod pilot nevândut |
| 1991    | Lightning Field             | Carol                      | Film TV |
| 1991–92 | Baby Talk                   | Doris Campbell             | 23 episoade |
| 1992    | Lady Against the Odds       | Cleo Storrs                | Film TV |
| 1993    | Arly Hanks                  | Ruby Bee                   | Film TV |
| 1994    | Burke's Law                 | Rachel Doucet              | Episodul: "Who Killed the Starlet?" |
| 1995    | The Surrogate               | Sandy Gilman               | Film TV |
| 1996    | In the Blink of an Eye      | Murial                     | Film TV |
| 1996    | For Hope                    | Film TVAltman              | Movie |
| 1998    | Touched by an Angel         | Stella                     | Episodul: "Deconstructing Harry" |
| 2004    | The Sopranos                | Fran Felstein              | Episodul: "In Camelot" |
| 2005–06 | Commander in Chief          | Kate Allen                 | 10 episoade |
| 2006    | Candles on Bay Street       | Rosemary                   | Film TV |
| 2007–11 | Desperate Housewives        | Stella Wingfield           | 10 episoade Nominalizare – Primetime Emmy Award for Outstanding Guest Actress in a Comedy Series Satellite Award for Best Supporting Actress – Series, Miniseries or Television Film |